# Eucharis plicata
Eucharis plicata är en amaryllisväxtart som beskrevs av Alan W. Meerow. Eucharis plicata ingår i släktet Eucharis och familjen amaryllisväxter.

## Underarter
Arten delas in i följande underarter:
- E. p. brevidentata
- E. p. plicata